# Luzerne (Iowa)
Luzerne és una població dels Estats Units a l'estat d'Iowa. Segons el cens del 2000 tenia 105 habitants.

## Demografia
Segons el cens del 2000, Luzerne tenia 105 habitants, 37 habitatges, i 31 famílies. La densitat de població era de 311,9 habitants/km².
Dels 37 habitatges en un 54,1% hi vivien nens de menys de 18 anys, en un 70,3% hi vivien parelles casades, en un 5,4% dones solteres, i en un 16,2% no eren unitats familiars. En el 13,5% dels habitatges hi vivien persones soles el 5,4% de les quals corresponia a persones de 65 anys o més que vivien soles. El nombre mitjà de persones vivint en cada habitatge era de 2,84 i el nombre mitjà de persones que vivien en cada família era de 3,06.
Per edats la població es repartia de la següent manera: un 33,3% tenia menys de 18 anys, un 4,8% entre 18 i 24, un 31,4% entre 25 i 44, un 14,3% de 45 a 60 i un 16,2% 65 anys o més.
L'edat mediana era de 36 anys. Per cada 100 dones de 18 o més anys hi havia 94,4 homes.
La renda mediana per habitatge era de 28.750 $ i la renda mediana per família de 34.688 $. Els homes tenien una renda mediana de 30.833 $ mentre que les dones 28.333 $. La renda per capita de la població era de 14.747 $. Cap de les famílies estaven per davall del llindar de pobresa.

## Poblacions més properes
El següent diagrama mostra les poblacions més properes.